# Nyíribrony
Nyíribrony es un pueblo ubicado en el distrito de Baktalórántháza, en el condado de Szabolcs-Szatmár-Bereg, Hungría.

## Superficie
Posee una superficie de 20,09 kilómetros cuadrados.

## Demografía
Hasta 2019 la población era de 1085 habitantes, con una densidad de población de 54,01 habitantes por kilómetro cuadrado.